# Kantatie 91
La Kantatie 91 (in svedese Stamväg 91) è una strada principale finlandese. Ha inizio a Inari e si dirige verso est, verso il confine russo, dove si conclude dopo 53 km nei pressi del Confine di Stato Raja-Jooseppi.

## Percorso
La Kantatie 91 attraversa il solo comune di Inari (località di Ivalo e Akujärvi).